# Trent Rogers
Trenton Rogers (Estados Unidos, 18 de agosto de 1999), más conocido como Trent Rogers, es un jugador profesional estadounidense de rugby que se desempeña en la posición de pilar izquierdo en New Orleans Gold, equipo perteneciente a la liga Major League Rugby.

## Carrera
En 2022, Rogers se unió al equipo New Orleans Gold, con el cual disputa su segunda temporada en la Major League Rugby. También fue parte de la selección sub-23 de rugby estadounidense.